# Глинная Слобода (Речицкий район)
Глинная Слобода (бел. Глінная Слабада) — деревня в Речицком районе Гомельской области Белоруссии. Входит в состав Защебьевского сельсовета (до 2007 года входила в состав Василевичского городского Совета).
На севере урочище Заболотье.

## География

### Расположение
В 64 км на юго-запад от Речицы, 9 км от железнодорожной станции Нахов (на линии Гомель — Калинковичи), 114 км от Гомеля.

### Гидрография
На востоке сеть мелиоративных каналов.

## Транспортная сеть
Рядом автодорога Калинковичи — Гомель. Планировка состоит из дугообразной меридиональной улицы с переулками. Застройка деревянная усадебного типа.

## История
По письменным источникам известна с XVIII века как селение в Мозырском повете Минского воеводства Великого княжества Литовского. После 2-го раздела Речи Посполитой (1793 год) в составе Российской империи. В 1795 году владение Еленских. В 1885 году 38 дворов, 263 жителя в Автютевичской волости Речицкого уезда Минской губернии. Согласно переписи 1897 года действовали церковь, школа грамоты, хлебозапасный магазин.
С 8 декабря 1926 года до 30 декабря 1927 года центр Глиннослободского сельсовета Василевичского, с 4 августа 1927 года Речицкого районов Речицкого с 9 июня 1927 года Гомельского округов. В 1931 году организован колхоз «Красный коммунар», работала кузница. 127 жителей погибли на фронтах Великой Отечественной войны. Согласно переписи 1959 года в составе совхоза «Василевичи» (центр — город Василевичи). Расположены 9-летняя школа, библиотека, фельдшерско-акушерский пункт, отделение связи, Дом культуры.

## Население

### Численность
- 2004 год — 203 хозяйства, 439 жителей.

### Динамика
- 1795 год — 16 дворов.
- 1897 год — 40 дворов, 501 житель (согласно переписи).
- 1908 год — 94 двора, 703 жителя.
- 1930 год — 151 двор, 898 жителей.
- 1959 год — 1054 жителя (согласно переписи).
- 2004 год — 203 хозяйства, 439 жителей.

## Известные уроженцы
- Пырко, Иван Григорьевич — Герой Социалистического Труда.[1]